# Die Toten Hosen
Die Toten Hosen — німецький панк-рок-гурт, заснований на початку 1980-х років в Дюссельдорфі. Поряд з Die Ärzte є найпопулярнішою та успішною німецькою панк-рок-гуртом. На 2008 рік гурт продав більше 22 мільйонів дисків.

## Дискографія
- 1983: Opel-Gang
- 1984: Unter falscher Flagge
- 1986: Damenwahl
- 1987: Never Mind the Hosen – Here's Die roten Rosen (aus Düsseldorf)
- 1988: Ein kleines bisschen Horrorschau
- 1990: 125 Jahre die Toten Hosen: Auf dem Kreuzzug ins Glück
- 1991: Learning English Lesson One
- 1993: Kauf MICH!
- 1996: Opium fürs Volk
- 1998: Wir warten auf's Christkind
- 1999: Unsterblich
- 2002: Auswärtsspiel
- 2004: Zurück zum Glück
- 2008: In aller Stille
- 2009: LA Hermandad
- 2012: Ballast der Republik

## Джерело
- Офіційний сайт [Архівовано 21 вересня 2013 у Wayback Machine.] (нім.)
- http://www.discogs.com/artist/Die+Toten+Hosen [Архівовано 16 вересня 2008 у Wayback Machine.] (англ.)
- http://musicbrainz.org/artist/c3bc80a6-1f4a-4e17-8cf0-6b1efe8302f1.html (англ.)

 Вікісховище має мультимедійні дані за темою: Die Toten Hosen